# كاقاتاك (كيبك)
كاقاتاك (بالإنجليزية: Quaqtaq, Quebec)‏ هي منطقة سكنية تقع في كندا في كيبك. يقدر عدد سكانها بـ 376 نسمة ومساحتها 26.60 كم2 .